# Rio do Ouro (vattendrag i Brasilien, Santa Catarina)
Rio do Ouro är ett vattendrag i Brasilien.   Det ligger i delstaten Santa Catarina, i den södra delen av landet, 1 300 km söder om huvudstaden Brasília.
I omgivningarna runt Rio do Ouro växer huvudsakligen savannskog. Runt Rio do Ouro är det ganska glesbefolkat, med 32 invånare per kvadratkilometer.